# Millénium : Les Hommes qui n'aimaient pas les femmes
Ne doit pas être confondu avec Millénium (film, 2009).
Pour les articles homonymes, voir Millenium.
Série Millénium
Millénium 3 : La Reine dans le palais des courants d'air
(2010) Millénium : Ce qui ne me tue pas
(2018)
Pour plus de détails, voir Fiche technique et Distribution.
Millénium : Les Hommes qui n'aimaient pas les femmes (The Girl with the Dragon Tattoo) est un thriller américano-suédo-norvégien réalisé par David Fincher et sorti en 2011. Il s'agit du remake de Millénium, un film suédo-danois sorti en 2009, réalisé par Niels Arden Oplev et tiré du roman éponyme de Stieg Larsson. Il fait partie des nombreux films au cinéma racontant les péripéties d'une affaire de journalisme d'investigation de grande ampleur.

## Synopsis
A Stockholm, le journaliste Mikael Blomkvist se remet des conséquences juridiques et professionnelles d'un procès en diffamation intenté contre lui par l'homme d'affaires Hans-Erik Wennerström. Le riche Henrik Vanger propose à Blomkvist des preuves contre Wennerström en échange d'une tâche inhabituelle : enquêter sur la disparition et le meurtre présumé, il y a 40 ans, de la petite-nièce d'Henrik, Harriet, 16 ans.
Chaque année, Vanger reçoit une fleur pressée encadrée, du même type qu'elle lui offrait toujours le jour de son anniversaire avant de disparaître. Il pense que son assassin le nargue. Blomkvist emménage dans un chalet sur le domaine familial Vanger sur l'île d'Hedestad.
Pendant ce temps, Lisbeth Salander est une jeune et brillante enquêteuse asociale et hacker, dont le tuteur nommé par l'État est victime d'un accident vasculaire cérébral. Il est remplacé par Nils Bjurman, un sadique qui contrôle les finances de Salander et lui extorque des faveurs sexuelles en menaçant de la faire interner. Ignorant qu'elle l'enregistre, Bjurman enchaîne Salander à son lit et la viole brutalement. Lors de leur prochaine réunion, Salander utilise un Taser pour neutraliser Bjurman, le lie, le viole avec un gode et tatoue "Je suis un cochon violeur" sur sa poitrine. En utilisant l'enregistrement secret qu'elle a réalisé, elle le fait chanter pour qu'il garantisse son indépendance financière et n'ait plus de contact avec elle.
Pendant ce temps, Blomkvist explore l'île et interroge les proches de Vanger, apprenant que certains étaient des sympathisants nazis pendant la Seconde Guerre mondiale. Il découvre une liste de noms et de numéros qui s'avèrent être des références à des versets bibliques et recrute Salander comme assistante de recherche. Elle découvre un lien entre la liste et de nombreuses jeunes femmes brutalement assassinées de 1947 à 1967, indiquant un tueur en série. De nombreuses victimes portent des noms juifs, ce qui lui fait émettre l’hypothèse que les meurtres pourraient avoir été motivés par l’antisémitisme. Un matin, Blomkvist trouve le cadavre mutilé de son chat sur le pas de la porte. Une autre nuit, une balle lui effleure le front ; après que Lisbeth a soigné ses blessures, ils ont des relations sexuelles. Le couple apprend que le défunt père d'Harriet, Gottfried, et plus tard Martin, son frère, ont commis les meurtres.
Alors qu'il cherche plus de preuves, Blomkvist se fait attraper par Martin et est forcé de pénétrer dans un sous-sol spécialement aménagé. Là, Blomkvist est gazé, inconscient et placé sous contrainte. Martin se vante d'avoir tué et violé des femmes pendant des décennies, comme son père, mais admet ne pas savoir ce qui est arrivé à Harriet. Blomkvist est sur le point de se faire tuer lorsque Lisbeth arrive, attaque Martin et le force à fuir. Elle le poursuit sur sa moto jusqu'à ce qu'il quitte la route et heurte un réservoir de propane, faisant exploser la voiture et le tuant. Salander soigne Blomkvist et révèle que, lorsqu'elle était enfant, elle a été institutionnalisée après avoir tenté de brûler vif son père.
Les deux enquêteurs déduisent des derniers événements qu'Harriet est vivante et cachée. En voyage à Londres, ils la trouvent. Harriet révèle que Gottfried l'a agressée sexuellement quand elle avait 14 ans pendant un an avant de pouvoir se défendre et qu'elle a fini par le tuer. Martin, témoin de la mort de son père, a continué à commettre des abus sur elle après la mort de Gottfried. Sa cousine, Anita, l'a fait sortir clandestinement de l'île et a laissé Harriet assumer son identité à Londres. Par la suite Anita et son mari ont péri dans un accident de voiture. Enfin libérée de son frère, Harriet retourne en Suède et retrouve Henrik en larmes.
Comme promis, Henrik donne à Blomkvist des informations contre Wennerström, mais elles s'avèrent obsolètes et inutiles. Salander révèle qu'elle a piraté les comptes de Wennerström et découvert qu'il blanchissait de l'argent pour divers syndicats criminels. Elle donne à Blomkvist des preuves des crimes de Wennerström, que Blomkvist publie dans un éditorial cinglant, ruinant Wennerström et amenant Blomkvist à une notoriété nationale. Salander, déguisée, se rend en Suisse et retire deux milliards d'euros des comptes secrets de Wennerström. Ce dernier est ensuite assassiné dans une apparente fusillade de gangs.
En route pour offrir un cadeau de Noël à Blomkvist, Salander le voit, sa collaboratrice et maîtresse mariée, Erika Berger, enlacés. Elle jette le cadeau et disparaît sur sa moto.

## Fiche technique

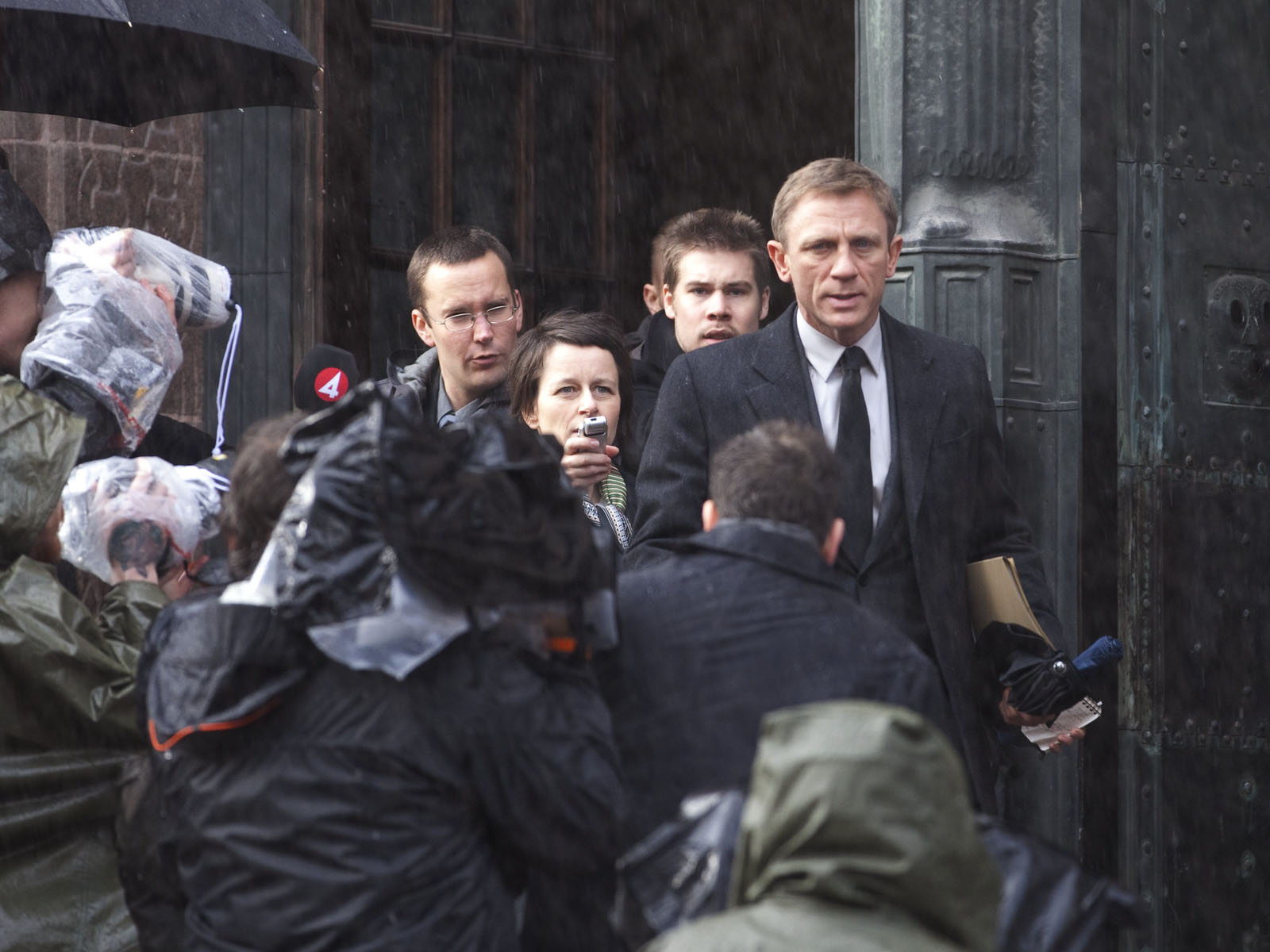
Tournage d'une scène impliquant Daniel Craig dans le rôle de Mikael Blomkvist.

- Titre original : The Girl with the Dragon Tattoo
- Titre français : Millénium : Les Hommes qui n'aimaient pas les femmes
- Réalisation : David Fincher
- Scénario : Steven Zaillian, d'après le roman Les Hommes qui n'aimaient pas les femmes de Stieg Larsson
- Direction artistique : Frida Arvidsson, Linda Jansson, Pernilla Olsson, Tom Reta, Kajsa Severin et Mikael Varhelyi
- Décors : Donald Graham Burt
- Costumes : Trish Summerville
- Photographie : Jeff Cronenweth
- Montage : Kirk Baxter et Angus Wall
- Musique : Trent Reznor et Atticus Ross
- Production : Ceán Chaffin, Scott Rudin, Ole Søndberg et Søren Stærmose
- Sociétés de production : Scott Rudin Productions et Yellow Bird Films
- Sociétés de distribution : Columbia Pictures (États-Unis), Sony Pictures (Canada),Sony Pictures Releasing (Royaume-Uni), Sony Pictures Releasing France (France)
- Budget : 90 000 000 de dollars[2]
- Pays de production :  États-Unis,  Suède et  Norvège
- Langue originale : anglais
- Format : couleur
- Genre : thriller
- Durée : 158 minutes
- Dates de sortie[3] :
  - Canada, États-Unis : 21 décembre 2011[4]
  - France : 18 janvier 2012
- Classification[5] :
  - États-Unis : R
  - France : interdit aux moins de 12 ans

## Distribution

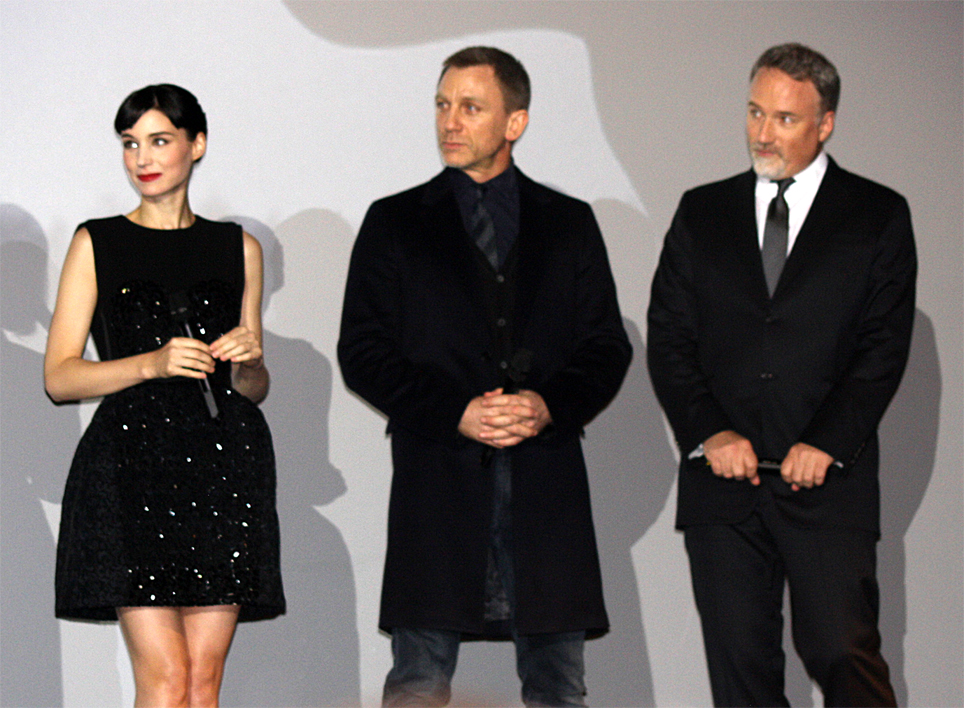
Rooney Mara, Daniel Craig et David Fincher.

- Daniel Craig (V. F. : Éric Herson-Macarel ; V. Q. : Daniel Picard) : Mikael Blomkvist
- Rooney Mara (V. F. : Jessica Monceau ; V. Q. : Kim Jalabert) : Lisbeth Salander
- Robin Wright (V. F. Julie Dumas ; V. Q. : Anne Dorval) : Erika Berger
- Stellan Skarsgård (V. F. : Patrick Béthune ; V. Q. : Denis Gravereaux) : Martin Vanger
- Embeth Davidtz : Annika Giannini
- Christopher Plummer (V. F. : Pierre Dourlens ; V. Q. : Vincent Davy) : Henrik Vanger
- Julian Sands : Henrik Vanger jeune
- Steven Berkoff (V. F. : Dominique Paturel ; V. Q. : Jacques Lavallée) : Dirch Frode
- Joely Richardson (V. F. : Micky Sébastian ; V. Q. : Valérie Gagné) : « Anita » Vanger
- Moa Garpendal : Harriet Vanger jeune
- Geraldine James (V. F. : Sylvie Genty ; V. Q. : Elizabeth Lesieur) : Cecilia Vanger
- Goran Višnjić (V. F. : Jérémie Covillault ; V. Q. : Pierre Auger) : Dragan Armansky
- Yorick van Wageningen (VF : Michel Mella ; V. Q. : Manuel Tadros) : Nils Bjurman
- Donald Sumpter (V. F. : Denis Boileau ; V. Q. : Hubert Gagnon) : l'inspecteur Morell
- David Dencik : l'inspecteur Morell jeune
- Josefin Asplund (V. F. : Maïa Michaud) : Pernilla Blomkvist
- Ulf Friberg (V. F. : Guy Chapellier) : Hans-Erik Wennerström
- Anne-Li Norberg (V. F. : Christèle Billault) : Lindgren
- Bengt C.W. Carlsson : Palmgren
- Tony Way : Plague
- Arly Jover (V.F. : Françoise Cadol) : Liv
- Élodie Yung : Miriam Wu
- Peter Carlberg (sv)
- Joel Kinnaman : Christer Malm
- Inga Landgré : Isabella

Sources : Version française (V. F.) ; Version québécoise (V. Q.)

## Production

### Genèse du projet
En juin 2009, certaines rumeurs plus ou moins fondées faisaient état d'un possible remake de Millénium par Quentin Tarantino avec Brad Pitt, après leur collaboration sur Inglourious Basterds.
En 2010, le nom de David Fincher est attaché au projet de manière plus officielle. Mais il voulait d'abord réaliser son projet Pawn Pacifique, un drame biographique sur le champion d'échecs Bobby Fischer. Mais en juin 2010, il confirme qu'il va se concentrer sur l’adaptation du roman de Stieg Larsson.

### Attribution des rôles
Pour le rôle de Mikael Blomkvist, les noms de George Clooney, Johnny Depp, Viggo Mortensen et Brad Pitt ont été cités avant que Daniel Craig ne soit officiellement choisi en juin 2010.
Comme le rôle de Lisbeth Salander était également très « prisé », plusieurs noms comme ceux de Natalie Portman, Léa Seydoux, Jennifer Lawrence, Carey Mulligan, Elliot Page, Kristen Stewart, Scarlett Johansson, Mia Wasikowska, Keira Knightley, Anne Hathaway, Olivia Thirlby, Emily Browning, Eva Green, Sophie Lowe, Sarah Snook, Emma Watson, Katie Jarvis et Evan Rachel Wood ont été évoqués. C'est finalement la moins connue Rooney Mara qui a été engagée. Elle avait déjà tourné dans le précédent film de David Fincher, The Social Network.

### Tournage
Le tournage débute en septembre 2010 à Stockholm en Suède. L'équipe se rend également à Uppsala et Södermalm, avant de s'installer à Zurich en Suisse en décembre 2010. Après une pause pendant les fêtes de Noël, le tournage se déroule aux Studios Sony à Los Angeles. L'équipe retourne ensuite en Suède au printemps.
Certaines scènes ont également été tournées à Oslo en Norvège.

### Accident
Le réalisateur David Fincher admet qu'il y a eu des complications pendant le tournage et a frôlé la catastrophe. 
Pendant le tournage sur le plateau de la scène de torture où il est suspendu par les pieds la tête dans un sac en plastique, Daniel Craig a réellement perdu connaissance.
Fincher explique : "La première nuit où nous avons commencé à hisser le personnage, le coordinateur des cascades est arrivé et a dit : 'Daniel doit tenir ce petit truc en métal dans sa main pour que, s'il perd conscience...'. Parce qu'il va agir comme s'il étouffait, ce qui n'est pas très différent de l'étouffement réel..."
"On l'a hissé et on a enregistré et il avait ce truc dans sa main et pendant que je regardais le moniteur, j'ai entendu, 'Ting, ting, ting' et on s'est précipité dans la pièce, et il avait perdu connaissance ! "

### Musique
Albums de Trent Reznor et Atticus Ross
The Social Network
(2010) Gone Girl
(2014)
La musique du film est composée par Trent Reznor et Atticus Ross. On retrouve par ailleurs une reprise de Immigrant Song de Led Zeppelin par Karen O.

#### Liste des titres
Toutes les chansons sont écrites et composées par Trent Reznor et Atticus Ross, sauf exceptions notées.
| Disque 1 | Disque 1                           | Disque 1                 | Disque 1 | Disque 1 | Disque 1 | Disque 1 | Disque 1 | Disque 1 | Disque 1 |
| No       | Titre                              | Auteur                   | Durée    |          |          |          |          |          |          |
| -------- | ---------------------------------- | ------------------------ | -------- | -------- | -------- | -------- | -------- | -------- | -------- |
| 1.       | Immigrant Song (featuring Karen O) | Jimmy Page, Robert Plant | 2:47     |          |          |          |          |          |          |
| 2.       | She Reminds Me of You              |                          | 4:25     |          |          |          |          |          |          |
| 3.       | People Lie All the Time            |                          | 4:10     |          |          |          |          |          |          |
| 4.       | Pinned and Mounted                 |                          | 5:04     |          |          |          |          |          |          |
| 5.       | Perihelion                         |                          | 6:01     |          |          |          |          |          |          |
| 6.       | What If We Could?                  |                          | 4:08     |          |          |          |          |          |          |
| 7.       | With the Flies                     |                          | 7:41     |          |          |          |          |          |          |
| 8.       | Hidden in Snow                     |                          | 5:19     |          |          |          |          |          |          |
| 9.       | A Thousand Details                 |                          | 3:58     |          |          |          |          |          |          |
| 10.      | One Particular Moment              |                          | 7:00     |          |          |          |          |          |          |
| 11.      | I Can't Take It Anymore            |                          | 1:48     |          |          |          |          |          |          |
| 12.      | How Brittle the Bones              |                          | 1:49     |          |          |          |          |          |          |
| 13.      | Please Take Your Hand Away         |                          | 6:00     |          |          |          |          |          |          |
| 60:10    |                                    |                          |          |          |          |          |          |          |          |

| Disque 2 | Disque 2                                 | Disque 2 | Disque 2 | Disque 2 | Disque 2 | Disque 2 | Disque 2 | Disque 2 | Disque 2 |
| No       | Titre                                    | Auteur   | Durée    |          |          |          |          |          |          |
| -------- | ---------------------------------------- | -------- | -------- | -------- | -------- | -------- | -------- | -------- | -------- |
| 1.       | Cut into Pieces                          |          | 4:03     |          |          |          |          |          |          |
| 2.       | The Splinter                             |          | 2:32     |          |          |          |          |          |          |
| 3.       | An Itch                                  |          | 4:09     |          |          |          |          |          |          |
| 4.       | Hypomania                                |          | 5:47     |          |          |          |          |          |          |
| 5.       | Under the Midnight Sun                   |          | 7:01     |          |          |          |          |          |          |
| 6.       | Aphelion                                 |          | 3:33     |          |          |          |          |          |          |
| 7.       | You're Here                              |          | 3:29     |          |          |          |          |          |          |
| 8.       | The Same as the Others                   |          | 3:08     |          |          |          |          |          |          |
| 9.       | A Pause for Reflection                   |          | 4:11     |          |          |          |          |          |          |
| 10.      | While Waiting                            |          | 2:17     |          |          |          |          |          |          |
| 11.      | The Seconds Drag                         |          | 4:33     |          |          |          |          |          |          |
| 12.      | Later into the Night                     |          | 4:55     |          |          |          |          |          |          |
| 13.      | Parallel Timeline with Alternate Outcome |          | 6:32     |          |          |          |          |          |          |
| 56:10    |                                          |          |          |          |          |          |          |          |          |

| Disque 3 | Disque 3                                                           | Disque 3    | Disque 3 | Disque 3 | Disque 3 | Disque 3 | Disque 3 | Disque 3 | Disque 3 |
| No       | Titre                                                              | Auteur      | Durée    |          |          |          |          |          |          |
| -------- | ------------------------------------------------------------------ | ----------- | -------- | -------- | -------- | -------- | -------- | -------- | -------- |
| 1.       | Another Way of Caring                                              |             | 7:02     |          |          |          |          |          |          |
| 2.       | A Viable Construct                                                 |             | 3:14     |          |          |          |          |          |          |
| 3.       | Revealed in the Thaw                                               |             | 2:47     |          |          |          |          |          |          |
| 4.       | Millennia                                                          |             | 1:19     |          |          |          |          |          |          |
| 5.       | We Could Wait Forever                                              |             | 4:21     |          |          |          |          |          |          |
| 6.       | Oraculum                                                           |             | 8:21     |          |          |          |          |          |          |
| 7.       | Great Bird of Prey                                                 |             | 5:19     |          |          |          |          |          |          |
| 8.       | The Heretics                                                       |             | 5:20     |          |          |          |          |          |          |
| 9.       | A Pair of Doves                                                    |             | 2:02     |          |          |          |          |          |          |
| 10.      | Infiltrator                                                        |             | 7:03     |          |          |          |          |          |          |
| 11.      | The Sound of Forgetting                                            |             | 2:30     |          |          |          |          |          |          |
| 12.      | Of Secrets                                                         |             | 3:25     |          |          |          |          |          |          |
| 13.      | Is Your Love Strong Enough? (interprété par How to Destroy Angels) | Bryan Ferry | 4:30     |          |          |          |          |          |          |
| 57:14    |                                                                    |             |          |          |          |          |          |          |          |

| Sampler 6 pistes bonus | Sampler 6 pistes bonus     | Sampler 6 pistes bonus | Sampler 6 pistes bonus | Sampler 6 pistes bonus | Sampler 6 pistes bonus | Sampler 6 pistes bonus | Sampler 6 pistes bonus | Sampler 6 pistes bonus | Sampler 6 pistes bonus |
| No                     | Titre                      | Durée                  |                        |                        |                        |                        |                        |                        |                        |
| ---------------------- | -------------------------- | ---------------------- | ---------------------- | ---------------------- | ---------------------- | ---------------------- | ---------------------- | ---------------------- | ---------------------- |
| 1.                     | Hidden in Snow             | 5:19                   |                        |                        |                        |                        |                        |                        |                        |
| 2.                     | People Lie All the Time    | 4:08                   |                        |                        |                        |                        |                        |                        |                        |
| 3.                     | What If We Could?          | 3:59                   |                        |                        |                        |                        |                        |                        |                        |
| 4.                     | Oraculum                   | 8:16                   |                        |                        |                        |                        |                        |                        |                        |
| 5.                     | Please Take Your Hand Away | 5:53                   |                        |                        |                        |                        |                        |                        |                        |
| 6.                     | Under the Midnight Sun     | 6:59                   |                        |                        |                        |                        |                        |                        |                        |
| 34:34                  |                            |                        |                        |                        |                        |                        |                        |                        |                        |

## Accueil

### Critiques
Millénium : Les Hommes qui n'aimaient pas les femmes a reçu des critiques positives, notamment au sujet du choix des interprètes, du ton et de la cinématographie. Rotten Tomatoes donne au film une note de 86 %, basée sur 236 critiques, avec une note moyenne de 7,6⁄10. Le consensus du site stipule que « Millénium : Les Hommes qui n'aimaient pas les femmes est brutal mais captivant ; c'est le résultat du travail effervescent de David Fincher, avec l'engagement total du rôle de la star Rooney Mara ». Sur Metacritic, qui attribue un score normalisé, le film a obtenu une note moyenne de 71 sur 100, sur la base de 41 critiques, indiquant des « critiques généralement favorables ».

### Box-office
| Pays ou région | Box-office    | Date d'arrêt du box-office | Nombre de semaines |
| -------------- | ------------- | -------------------------- | ------------------ |
| États-Unis     | 102 515 793 $ | 22 mars 2012               | 13                 |
| Total mondial  | 232 617 430 $ | -                          | -                  |

## Distinctions

### Récompenses
- Oscars du cinéma 2012 :
  - Meilleur montage (Angus Wall et Kirk Baxter)

### Nominations
- British Academy Film Awards 2012 :
  - Meilleure photographie (Jeff Cronenweth)
- Directors Guild of America Awards 2012 :
  - Meilleur réalisateur (David Fincher)
- Golden Globes 2012 :
  - Meilleure actrice dans un film dramatique (Rooney Mara)
  - Meilleure musique de film (Trent Reznor et Atticus Ross)
- Oscars du cinéma 2012[12] :
  - Meilleure actrice (Rooney Mara)
  - Meilleure photographie (Jeff Cronenweth)
  - Meilleur mixage de son (Ren Klyce (en), Michael Semanick, David Parker et Bo Persson (en))
  - Meilleur montage de son (Ren Klyce)
- Producers Guild of America Awards 2012 :
  - Meilleur film
- Washington DC Area Film Critics Association Awards 2011 :
  - Meilleure musique (Trent Reznor et Atticus Ross)
- Writers Guild of America Awards 2012 :
  - Meilleur scénario adapté (Steven Zaillian)